# St. Nikolaus (Raeren)

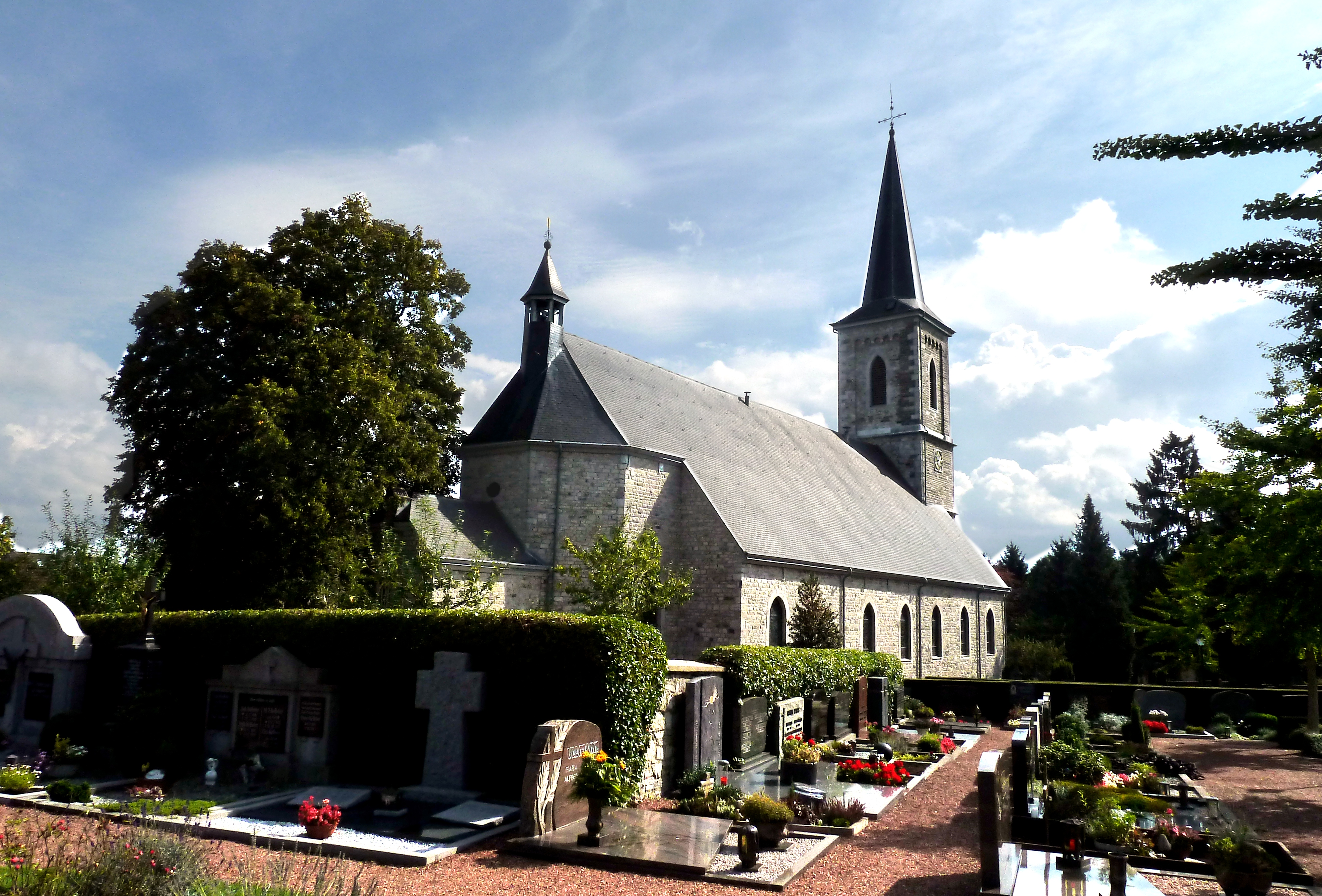
St. Nikolaus

Die Pfarrkirche St. Nikolaus in Raeren in der Deutschsprachigen Gemeinschaft von Ostbelgien ist ein römisch-katholisches Kirchengebäude. Es wurde zwischen 1720 und 1723 nach Plänen des Aachener Stadtbaumeisters Laurenz Mefferdatis im Stil des Barocks erbaut und steht unter dem Patrozinium des heiligen Nikolaus von Myra. Die Kirche gehört zum Pfarrverband Raeren–Eynatten–Hauset im Dekanat 05 des Bistums Lüttich und wurde 1986 unter Denkmalschutz gestellt.

## Geschichte
Inmitten des Zentrums von Raeren an der Grenze der zu jener Zeit benachbarten einzelnen Ortschaften Alt-Raeren und Neudorf existierte den Aufzeichnungen nach bereits seit 1489 für diese beiden Orte auf der Flur „Titfeld“ eine kleine gemeinsame Kirche, die der Mutterpfarre St. Stephan in Walhorn unterstand, wo auch die Toten aus Raeren begraben wurden. 1616 begann der erste Neubau, der die gemeinsame Raerener Kirche ersetzte. Angeschlossen war eine Friedhofsfläche, auf der ab 1633 die Toten begraben werden durften. Die Kirche wurde 1628 fertiggestellt und 1670 die Gemeinde zu einer eigenständigen Pfarre im Bistum Lüttich erhoben. Bereits 1720 war die knapp hundert Jahre alte Kirche baufällig und mittlerweile zu klein geworden, sodass auf Initiative des amtierenden Pfarrers Aegidius Momber ein neues Gotteshaus errichtet wurde. Als Architekt konnte der Aachener Stadtbaumeister Laurenz Mefferdatis gewonnen werden, der in der gleichen Zeit auch für den Bau der Pfarrkirche St. Nikolaus in Eupen verantwortlich war. Bedingt durch die räumlichen Vorgaben verzichtete Mefferdatis auf eine Ostung der Kirche und richtete sie parallel zur Hauptstraße auf einer ungefähren Nord-Süd-Achse aus. Dabei blieb jedoch der Turm des kleineren, vermutlich geosteten Vorgängerbaus als südwestlicher Eckpfeiler des Neubaus erhalten. Nach neun Jahren Bauzeit war der Rohbau vollendet und 1728 konnte die Kirche nach vorläufiger Benediktion für den regelmäßigen Gottesdienst genutzt werden. Die eigentliche Weihe beziehungsweise Konsekration fand erst 42 Jahre später, am 20. Juni 1770, durch den Generalvikar von Lüttich statt.
Pfarrer Tilmann Ganser, der Nachfolger von Aegidius Momber, der noch im Jahr der vorläufigen Benediktion gestorben war, sorgte für die Ausstattung und Ausschmückung der Kirche. Zudem ließ er 1732 das Pfarrhaus und 1753 die Sakristei erbauen. Nachdem mittlerweile der alte Kirchturm deutlich baufällig geworden war, plante Pfarrer Gansers Nachfolger, Johann Anton Vincken der Ältere, um 1788 eine Vergrößerung der Kirche und den Abbruch des Turmes. Doch zunehmende politische Unruhen, Planungsschwierigkeiten, sein eigener Tod im Jahr 1795 und der Beginn der Zeit der französischen Besatzung machten alle Pläne zunichte. Pfarrer Reuter als Nachfolger Vinckens wurde von den Franzosen aufgefordert, am 6. Juni 1796 die Kirche zu schließen. Erst nachdem er den Treueeid auf die Erste Französische Republik geschworen hatte, durfte sie wieder für die Bevölkerung geöffnet werden. Einige der örtlichen Kapläne, die den Eid verweigerten, wurden zur Deportation verurteilt.
Nachdem infolge des Wiener Kongresses von 1815 die deutschsprachigen Kreise Ostbelgiens dem Staat Preußen eingegliedert worden waren, wurde auch die Pfarre St. Nikolaus von der Diözese Lüttich losgelöst und zunächst dem Generalvikariat in Aachen und dem Erzbistum Köln unterstellt. Erst nachdem die deutschsprachigen Kreise Ostbelgiens infolge des Versailler Vertrages nach Belgien angeschlossen worden waren, kam 1920 auch die Pfarrkirche wieder zum Bistum Lüttich zurück.
Im Jahr 1847 war das Kirchengebäude nach Plänen des Raerener Architekten Pesch um zwei Achsen außen und dementsprechend um zwei Joche innen verlängert worden. Dabei wurde der vorher seitlich an der südwestlichen Ecke des Eingangsbereichs stehende Turm mit der Taufkapelle im Innern umgesetzt und axial gegenüber dem Chor neu sowie deutlich höher aufgebaut.
Um 1991 waren erneut großflächige Modernisierungen erforderlich, infolge derer unter anderem die Stützmauer im Vorfeld der Kirche erneuert, das gesamte Mauerwerk abgedichtet und trockengelegt, der Turm innen und außen saniert sowie die gesamte Kirchenbedachung neu gedeckt und mit einem neuen Dachreiter bestückt wurden.

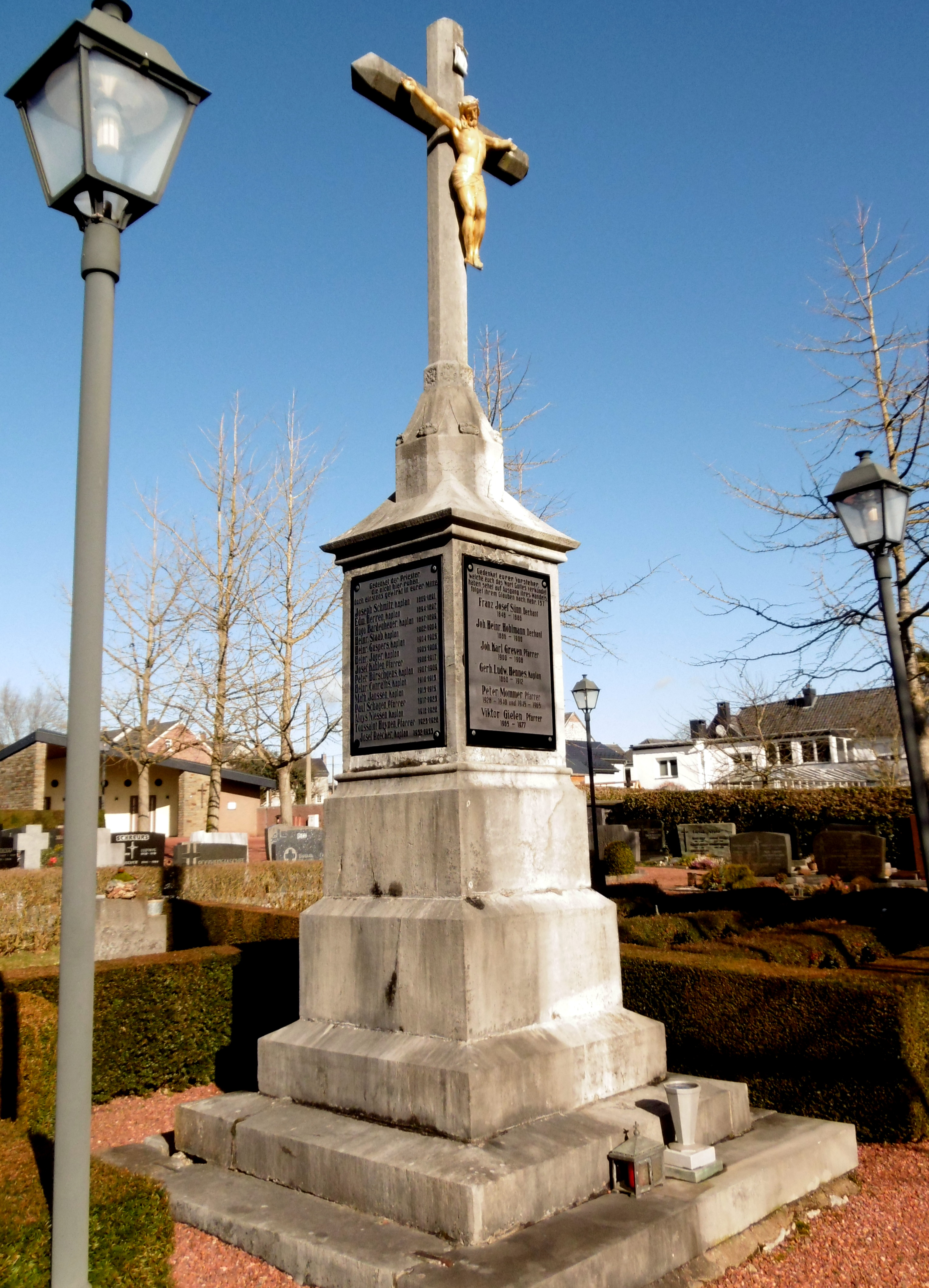
Priestergräber
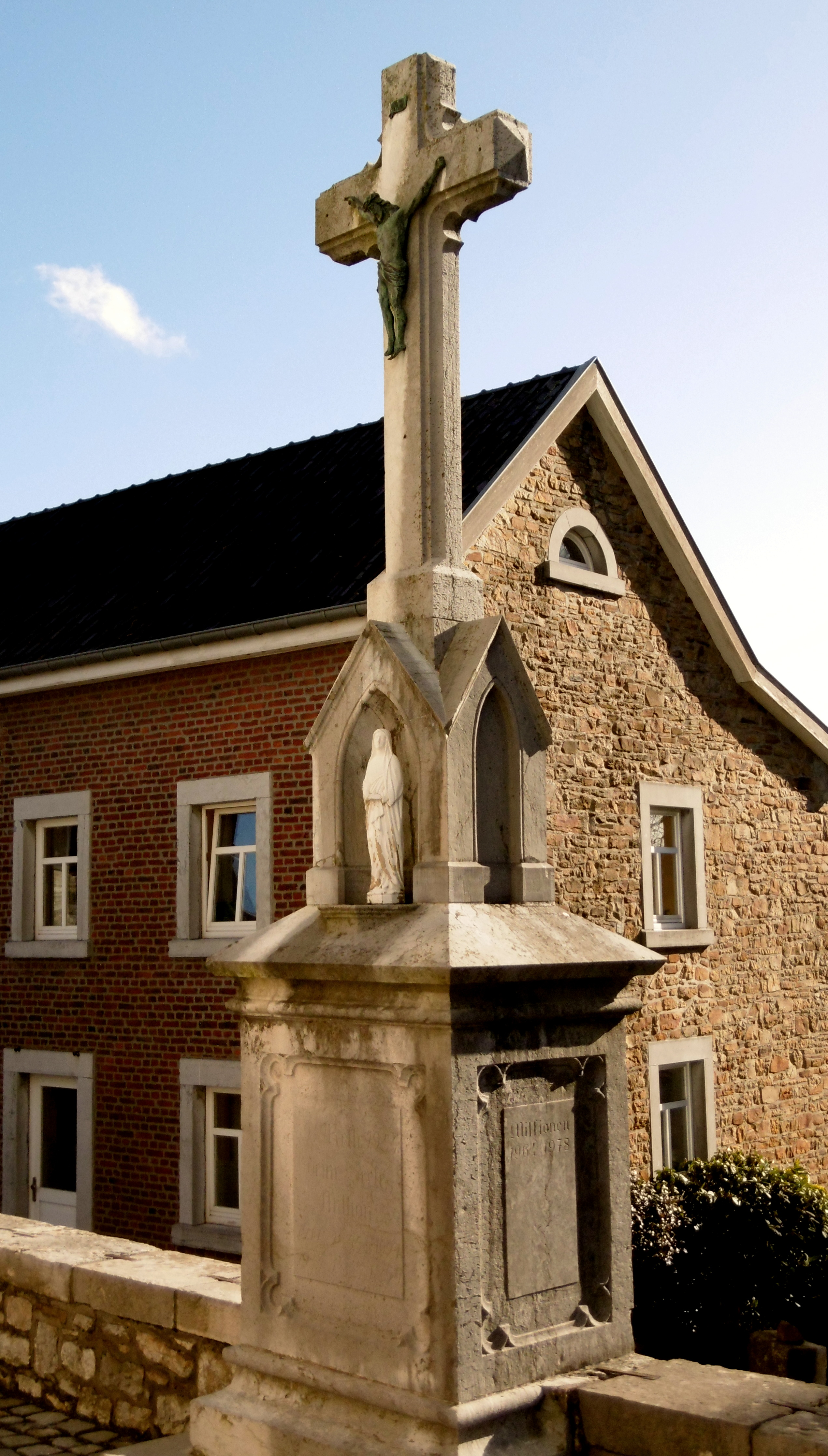
Missionskreuz

Im Umfeld der Kirche existiert ein Ortsfriedhof, der sich in den kleineren von 1633 an der Ostseite der Kirche und den im 19. Jahrhundert eingerichteten großen und moderneren an der Südseite eingliedert. Auf dem kleinen Friedhof finden sich alte Gruften und Grabplatten, unter anderem von Angehörigen der Familie de Lassaulx-Heinsberg, einst Besitzer der benachbarten Knoppenburg, und der Familie de Nys, der ehemaligen Eigentümer der Burg Raeren, sowie von alten Raerener Familien aus dem 18. und frühen 19. Jahrhundert. Die Begräbnis- und Gedenkstätten vieler ehemaliger Priester finden sich dagegen auf dem großen Friedhof bei einem markanten großen Friedhofskreuz mit einem hohen rechteckigen und mehrfach gestuften Sockel, ebenso wie die Grabstätten des Bildhauers Leonhard Mennicken und des Kunstmalers André Blank, die beide Maßgebliches zur Gestaltung der Nikolauskirche beigetragen haben.
Auf der Abstützmauer unmittelbar vor dem Haupteingang ragt das Missionskreuz aus dem Jahr 1850 empor, das aus Blaustein besteht und eine Nische mit einem Marienbildnis sowie eine Tafel mit den eingemeißelten Jahreszahlen der Volksmissionen aufweist. Weitere historische Blausteinkreuze zieren den Fußweg von der Kirche zum Ortsteil Neudorf, darunter das unter Denkmalschutz gestellte Willem-Kule-Kreuz von 1581.

## Baucharakteristik

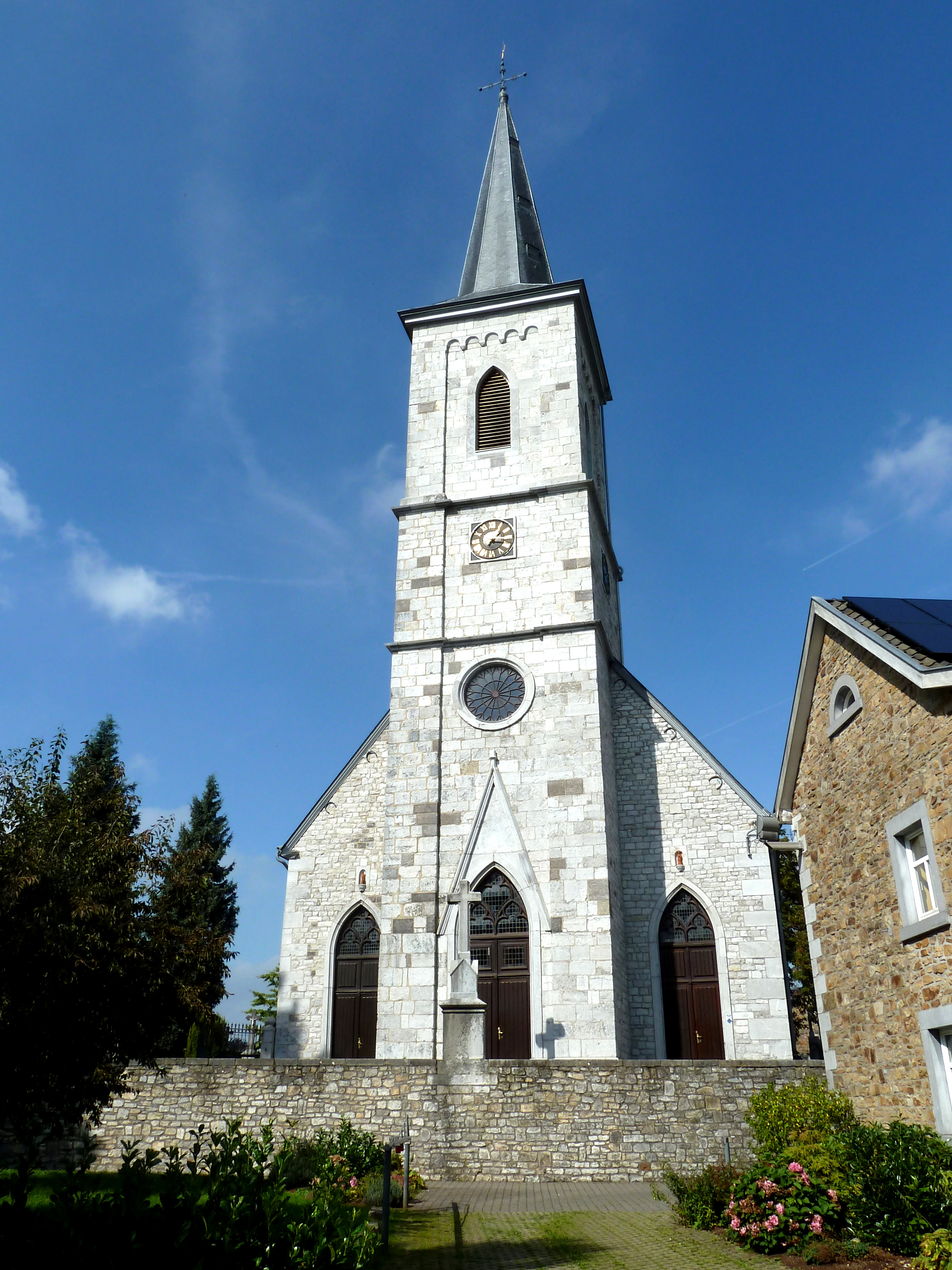
Eingangsfassade

Die Raerener Pfarrkirche ist eine dreischiffige Hallenkirche, die ausschließlich aus Raerener Blau- und Bruchstein erbaut wurde. Das nordöstliche Seitenschiff hat sieben, das südwestliche fünf Achsen, was auf unterschiedliche Sanierungsmaßnahmen nach einem der Brände zurückzuführen ist. Die Achsen sind ebenso mit spitzbogigen Fenstern ausgestattet wie die dreiseitige Apsis, deren Gewände aus Blaustein, teils in Quaderform, bestehen. Das Kirchengebäude hat ein durchgehendes Satteldach, das über der Apsis in ein Walmdach übergeht. Dem Dach über der Apsis ist ein kleines, polygonales und mit Schiefer verkleidetes Glockentürmchen aufgesetzt.
Der 1847 versetzte quadratische Turm steht je zur Hälfte innerhalb und außerhalb der Eingangsfassade und gliedert sich getrennt durch stark profilierte Gesimse in drei unterschiedlich hohe Geschosse. Er ist mit einem achtseitigen mit Schiefer gedeckten Turmhelm mit flachen Aufschieblingen überdacht, dem ein schmiedeeisernes Kreuz aufsitzt. Der Turm ist 16 Meter höher als der abgerissene Vorgänger, der in keinem angemessenen Größenverhältnis zum Kirchenschiff stand. In der Vorderfassade des Turmes ist im Untergeschoss die doppelflügelige hölzerne Haupteingangstür mit einem spitzbogig verzierten Oberlicht sowie einem hohen und spitzen wulstigen Giebelaufbau eingelassen, über dem ein Rosettenfenster eingebaut ist. Das erste Obergeschoss des Turmes ist an seinen drei Außenseiten jeweils mit einem antiken Zifferblatt der Turmuhr und das zweite Obergeschoss an allen vier Seiten mit je einer spitzbogigen und mit Lamellen verkleideten Schallöffnung gestaltet.
Beiderseits des Turmes ist auf Höhe der Seitenschiffe jeweils ein Nebeneingang, wobei beide im Stil des Haupteingangs gehalten sind. Über ihrem Spitzbogenoberlicht ist eine kleine Figurennische mit einer Heiligenfigur in die Wand eingelassen.
Die Sakristei stammt aus dem Jahre 1753 und ist in Verlängerung der Apsis angebaut. 1947 wurde sie unter Pfarrer Mommer um zwei Räume nach Osten hin vergrößert sowie 1980 neu ausgestattet. In der Wand der Sakristei ist der stark beschädigte Gedenkstein des Wilhelm von Wicherding († 1727) eingelassen, der sich als Besitzer des benachbarten Guts Bergscheid besonders um den Bau der Kirche verdient gemacht hatte. Die lateinische Inschrift ist zum großen Teil unlesbar oder zerstört und das Wappen unkenntlich.

## Innenarchitektur

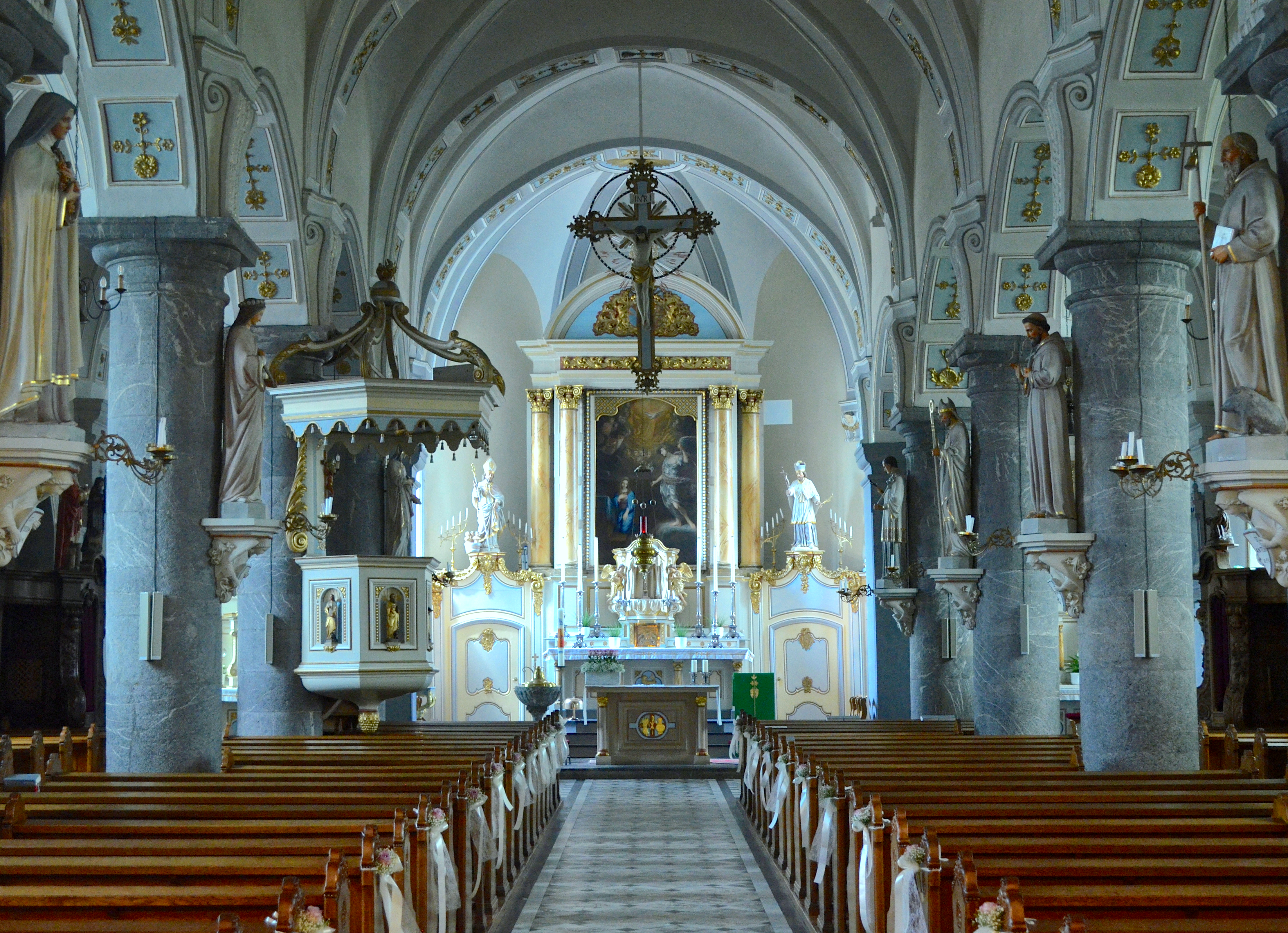
Innenraum

Das Innere der Kirche vermittelt vor allem durch die Umbaumaßnahmen von 1847 einen langgestreckten schlanken, aber auch hellen Eindruck, der durch die zahlreichen Fenster in den Achsen und die Verwendung von Weiß bis zu hellen Blautönen an Wänden, Decken und Säulen noch verstärkt wird. Das heute sechsjochige Mittelschiff weist seitlich der Seitenschiffe rundbogige Arkadenreihen auf, die auf schweren, runden Steinsäulen ruhen, von deren quadratischen Kämpferplatten aus die Kreuzrippengewölbe zu den Gewölbeschlusssteinen ziehen. Der 1931 um etwa 70 cm nach vorn verlängerte einjochige Chor hat ein sechsteiliges Rippengewölbe mit großem dekoriertem Schlussstein, das fließend in die dreiseitige Apsis übergeht, an deren Konsolen Puttenköpfe angebracht sind. Ebenfalls um 1931 wurde zudem das Kircheninnere mit einer bunten und figurativen Ausmalung durch den Aachener Kirchenmaler Jan Kalff aufgefrischt.
Auffällig ist, dass vor der Orgelempore im zweiten Joch des linken westlichen Seitenschiffes auf dem dortigen Schlussstein als einzigem eine Symbolik aufgetragen ist, die die drei göttlichen Tugenden Glaube (Kreuz), Hoffnung (Anker) und Liebe (Herz über Kelch) zeigt. Diese Darstellung soll daran erinnern, dass sich hier das Parterregeschoss des ehemaligen Turmes befand, in dem die Taufkapelle untergebracht war.
Nachdem der ursprüngliche Fußbodenbelag im Laufe der Zeit stark abgenutzt worden war, wurde er 1938 durch neue Blausteinplatten ersetzt, die zuletzt 1990 aufwendig restauriert wurden.
Die Bleiverglasungen in den Kirchenfenstern beruhen mehrheitlich auf Stiftungen und wurden Anfang des 20. Jahrhunderts im Jugendstil angefertigt. Zunächst entstanden so im Jahr 1909 fünf Fenster des Kaplans Hennes für das rechte Seitenschiff mit Bildern zu den fünf Geheimnissen des freudenreichen Rosenkranzes und 1913 folgten vier Fenster für das linke Seitenschiff mit Darstellungen zu den Sakramenten der Taufe, der Buße, der Eucharistie und der Krankensalbung, ebenfalls von Kaplan Hennes, dessen Porträt neben dem des Pfarrers Peter Mommer und weiterer Stifter in das linke obere Fenster eingearbeitet ist. Das Fenster am rechten Seitenaltar wurde durch einen Krippenbrand im Jahr 1971 in Mitleidenschaft gezogen und musste ausgetauscht werden. Zwanzig Jahre später wurden die meisten Fenster neu verbleit.

## Ausstattung

### Altäre

#### Hauptaltar

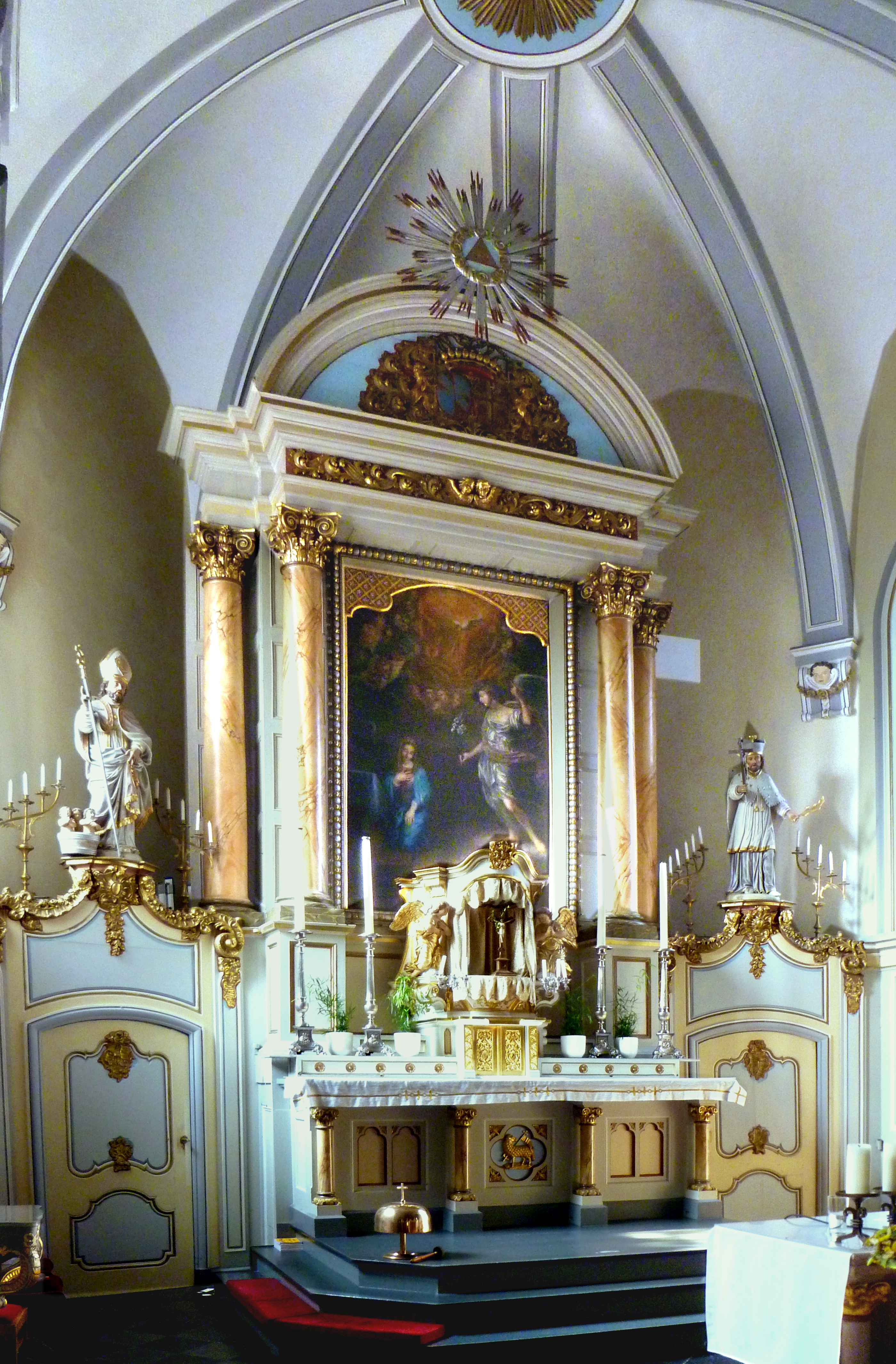
Hochaltar

Der Altar stammt aus dem Jahr 1697 und war bereits in dem Vorgängerbau der heutigen Kirche aufgestellt. Die hohe Rückwand ist zweigeteilt und wird im unteren Bereich von den beidseitigen Zugängen zur Sakristei flankiert, auf denen links die Statue des Pfarrpatrons Nikolaus von Myra und rechts die des hl. Johannes Nepomuk steht; beide wurden 1697 in der Werkstatt Derich Schwarz in Aachen angefertigt. Mitten vor der Altarrückwand steht der Tabernakel und darauf das Expositorium mit Engelsfiguren links und rechts. Auf der Vorderseite der Altarmensa ist plastisch in neugotischem Stil des 19. Jahrhunderts das Lamm Gottes mit Kreuzfahne dargestellt. Im Altarstein sind seit 1770 Reliquien der Märtyrer Victorian und Vitalis beigesetzt.
Der obere Teil der Altarrückwand wird von zwei goldmarmorierten Säulen auf rechteckigen Sockeln flankiert, die ein rundbogiger Giebelaufsatz mit dem Allianzwappen der Familie Ogier-Liverlo, der ehemaligen Besitzer von Gut Moeris, abschließt. Das Retabel zwischen den Säulen schmückt ein Ölgemälde von Ludovicus Reinhardsteine, dem Hausmaler der Benediktineräbte der Abtei Stavelot, das die Verkündigung des Herrn darstellt. Es ist mit der Jahreszahl 1788 signiert und datiert ist. Es wurde in den Jahren 1848 von den Künstlern W. J. Angersbach aus Neuss und zuletzt 1954 von Fernand Heuze (1883–1955) aus Verviers umfassend restauriert.
Im Jahr 1931 wurde der gesamte Hochaltar der besseren Sicht wegen um eine Stufe erhöht und 1954 der Tabernakel in seine jetzige Form versetzt.

#### Seitenaltäre

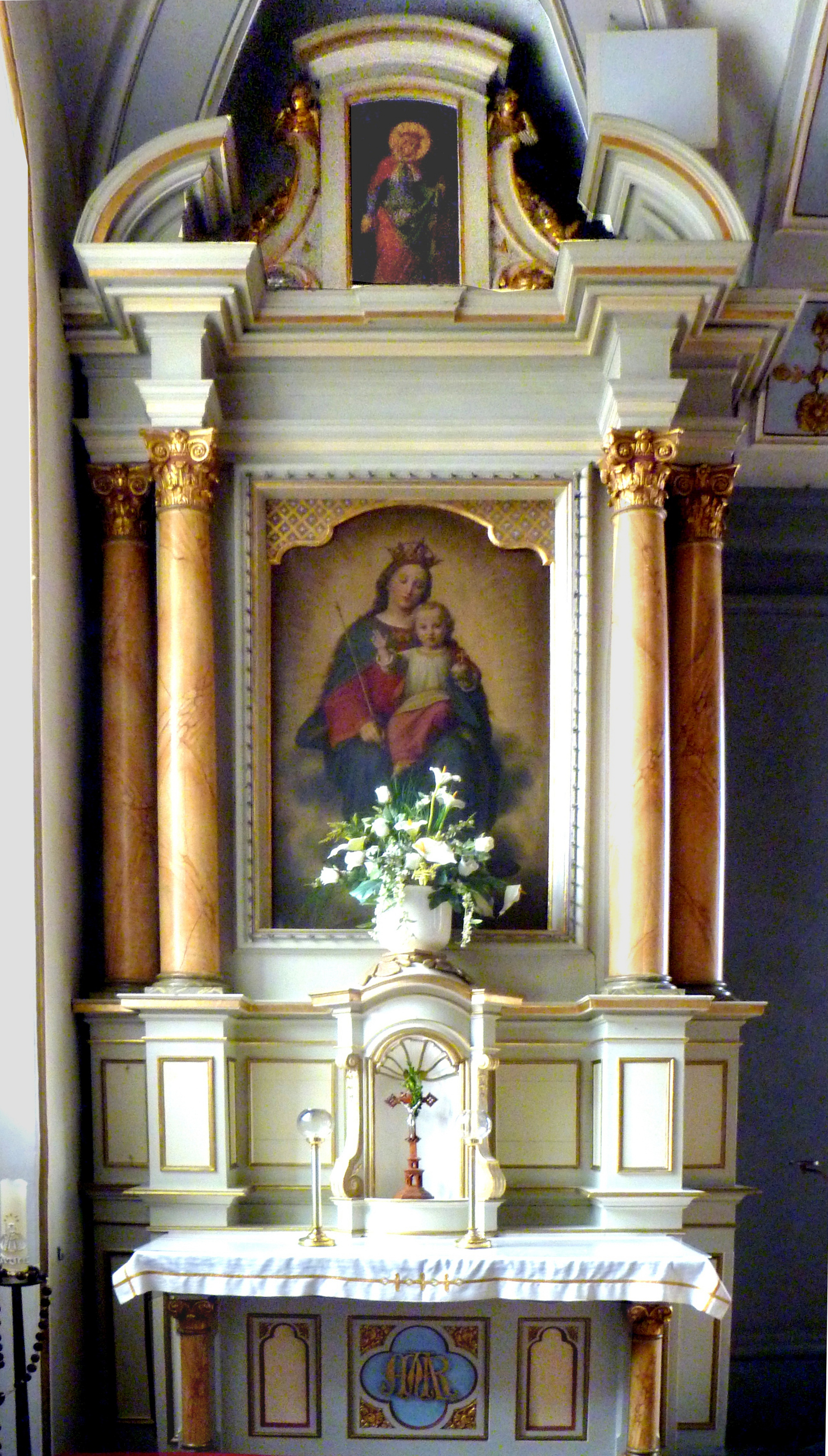
Marienaltar
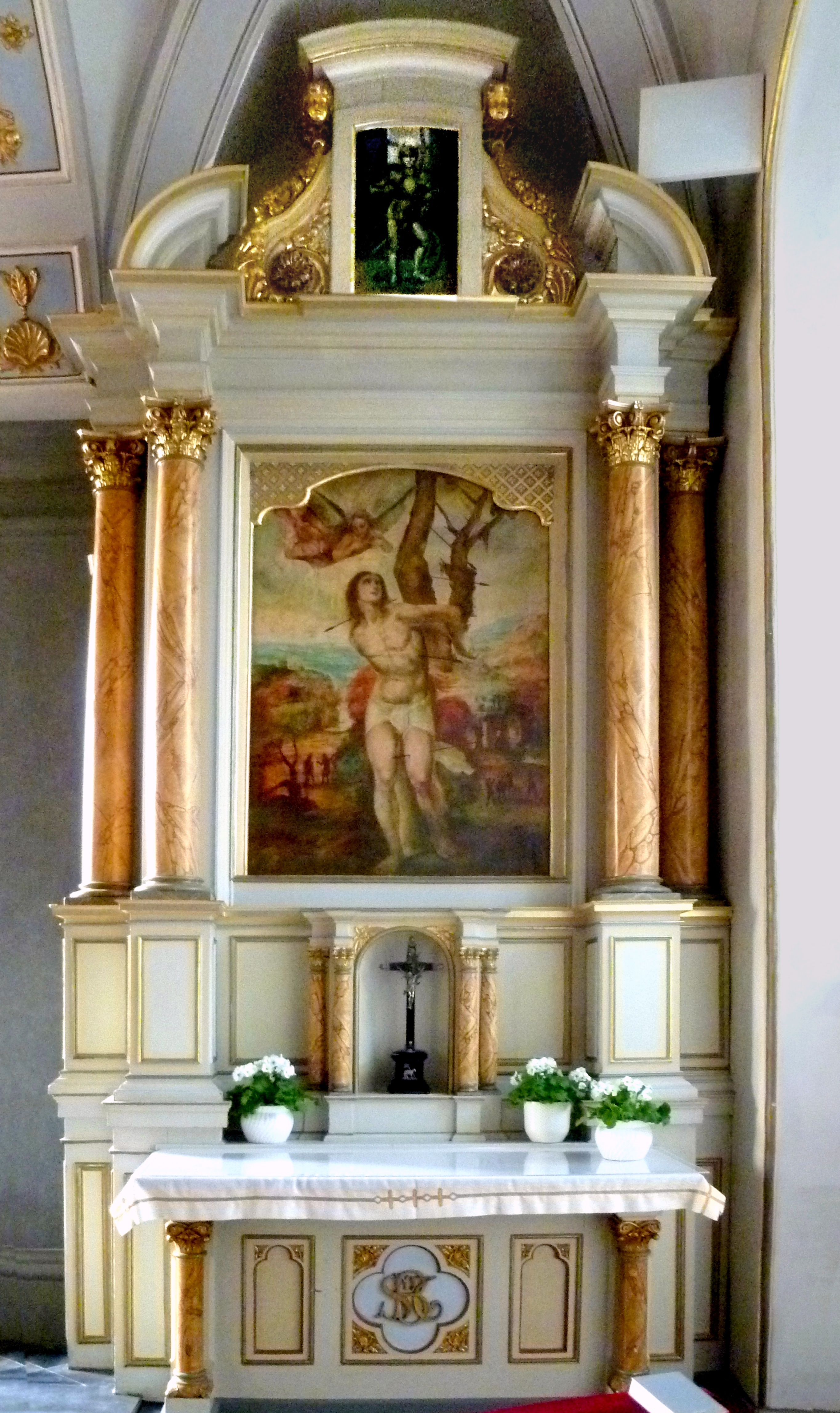
Sebastianusaltar

An der Stirnwand des linken Seitenschiffs steht der 1885 von E. Ferber aus marmoriertem Holz angefertigte und teilweise vergoldete Marienaltar, dessen von einer Doppelsäule flankiertes Altarbild Maria mit Kind, Globus und Zepter zeigt. Ihm ist eine Predella mit einem aufgesetzten Expositorium vorgestellt, in dessen Nische sich ein schmuckes Holzkreuz befindet. Bis 1991 wurde dieser Altar anlässlich der jährlichen Marienverehrung als Maialtar gestaltet. Ein kleineres Bild im rundbogigen Giebelaufbau stellt die heilige Elisabeth von Thüringen dar.
Im gleichen Jahr und vom gleichen Künstler sowie im gleichen Stil entstand dank einer Stiftung des Johannes Reinartz im Jahr 1885 der Sebastianusaltar für das rechte Seitenschiff, dessen Giebelgemälde den heiliggesprochenen Ludwig IX. von Frankreich darstellt. Das ursprüngliche Retabelgemälde zeigte die Steinigung des hl. Sebastians und war im Stil der Nazarenischen Kunst gemalt. Nach dem Brand einer vor diesem Altar aufgestellten Krippe im Jahr 1971 wurde das Altarbild schwer beschädigt und von dem Raerener Kunstmaler André Blank neu gestaltet. Als Vorbild diente ihm dabei ein Meisterwerk des italienischen Renaissancemalers Giovanni Antonio Bazzi, genannt Sodoma.

#### Gedenkaltäre im rechten Seitenschiff

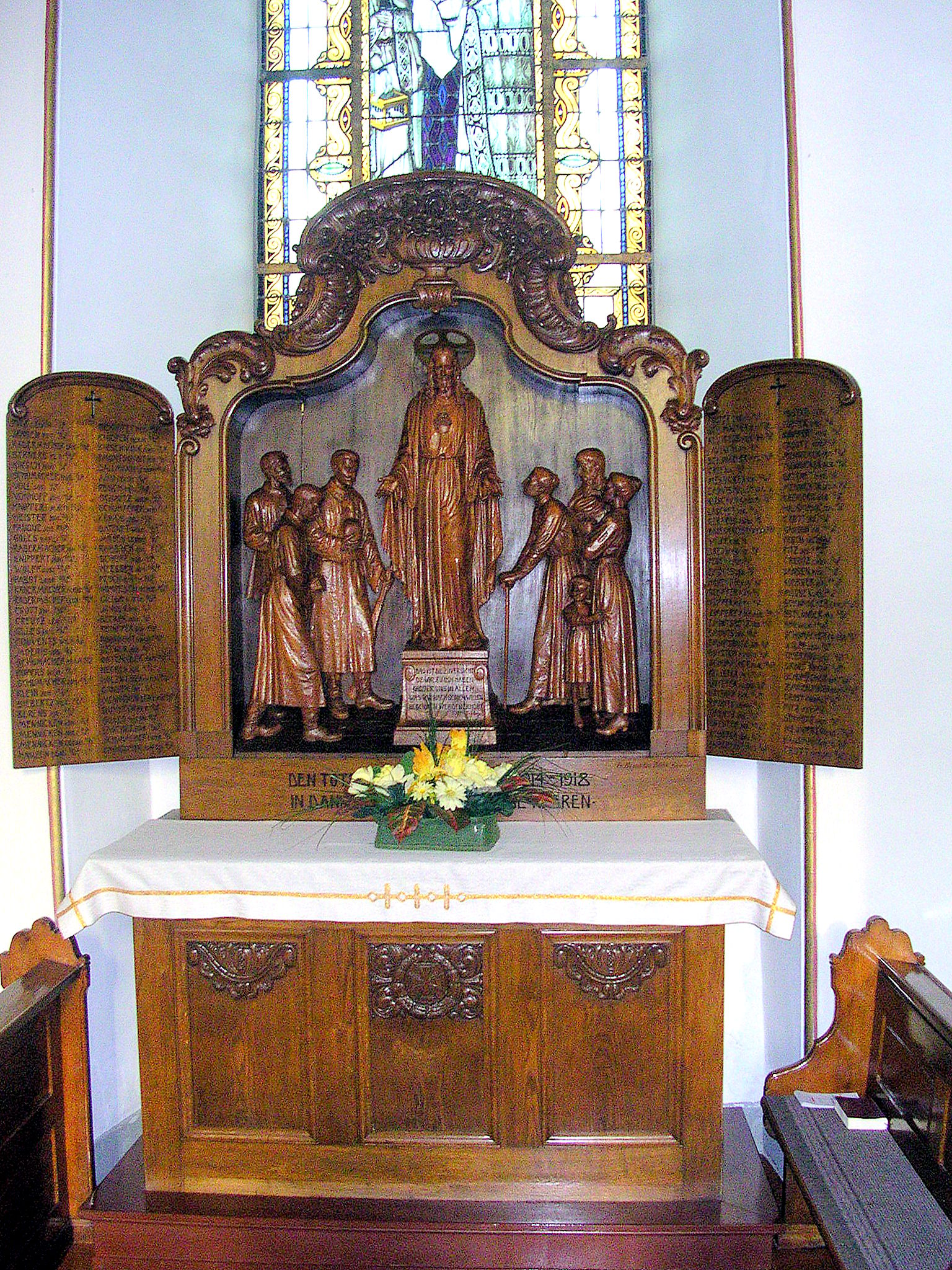
Gedenkaltar 1. WK
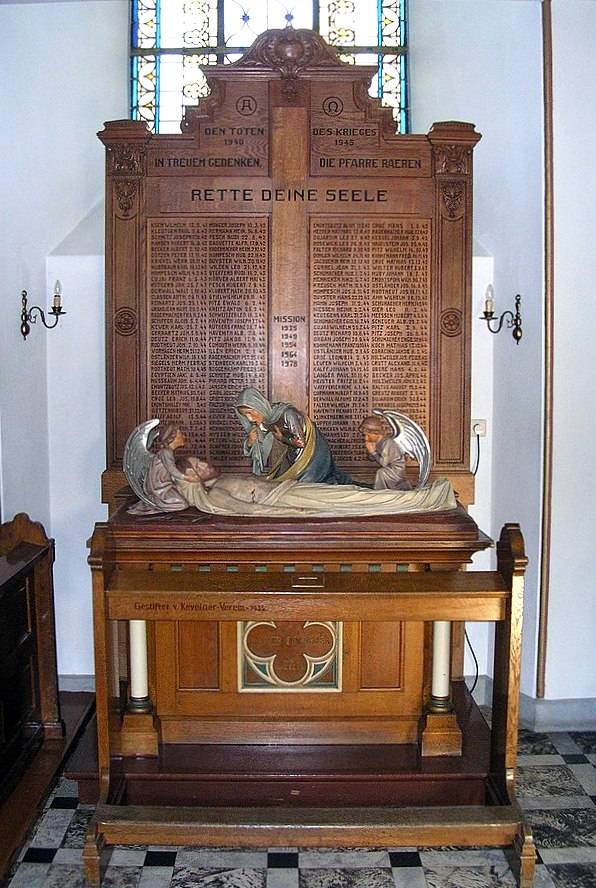
Gedenkaltar 2. WK

Zwei Altäre im rechten Seitenschiff stehen zum Gedenken an die Opfer beider Weltkriege. Zunächst wurde 1921 als Stiftung der Kirchengemeinde ein holzgeschnitzter Andachtsaltar mit geschwungenem Giebelaufbau und Figurennische sowie Flügeltüren mit den Namen der Gefallenen des Ersten Weltkrieges von Leonhard Mennicken geschaffen. In der Nische des Retabels steht eine Holzstatue des Heiligen Herzens Jesu, umgeben von weiteren Figuren, die jeweils Soldaten und Zivilisten darstellen.
Der Bildhauer Hubert Pitz fertigte einen Altar für die Opfer des Zweiten Weltkrieges, den die Kevelaervereinigung Eupen 1804 VoG stiftete. Über dem Altartisch ragt eine hohe Holztafel mit einem Missionskreuz und den Namen der Toten des Krieges auf. Das Kreuz trägt den Aufruf „Rette Deine Seele“ sowie die Jahreszahlen der Gemeindemissionen 1935, 1949, 1954, 1964 und 1978. Eine Skulpturengruppe auf dem Altartisch stellt Jesus nach der Abnahme vom Kreuz, seine Mutter Maria und zwei Engel dar.

### Weitere Ausstattungsobjekte
- Vom Giebelschlussstein des Chorjochs aus hängt über dem Altartisch das Ewige Licht in einem reich verzierten Lichtgefäß mit der Jahreszahl 1766.
- Die sechseckige Kanzel am linken zweiten Pfeiler stammt aus der Zeit von Pfarrer Sünn und ist mit einem baldachinartigen Schalldeckel bekrönt, an dessen Decke eine Taube als Symbol des Heiligen Geistes aufgesetzt ist. An den Nischen der Kanzelbrüstung sind die Statuen der vier Evangelisten angebracht.
- Über dem Opfertisch hängt vom Gewölbeschlussstein der Kreuzrippe kommend das schwere Triumphkreuz, das wiederum ein Werk von Leonhard Mennicken ist.
- Drei Beichtstühle aus Eichenholz besitzt die Kirche, wobei es sich bei dem im rechten Seitenschiff vor dem Marienaltar stehenden um das Original aus dem Jahr 1747 und bei den beiden anderen im linken Seitenschiff befindlichen Beichtstühlen um Nachbildungen handelt. Der eine vor dem Sebastianusaltar war 1766 angefertigt worden und weicht in verschiedenen Details vom Vorbild ab, wogegen der zweite aus dem Jahr 1960 eine exakte Kopie des Erstlingswerks ist.
- Die Eichenholzbänke im Kirchenschiff mit ihren Schnitzornamenten an den Seitenteilen fertigten 1932 Raerener Schreinermeister nach einem Entwurf von Leonhard Mennicken an. Sie ersetzten die von Pfarrer Tilman Ganser erworbenen alten Bänke, die 1847 saniert und neu gestaltet worden waren; einige stehen heute auf der Orgelempore.
- Entlang der Außenwände der Seitenaltäre verläuft im Uhrzeigersinn der Kreuzweg, der 1851 installiert worden war. Beim Krippenbrand von 1971 wurde aber die 14. Station des alten Kreuzwegs stark in Mitleidenschaft gezogen und daraufhin der gesamte Kreuzweg anlässlich des 250. Jahrestages der Pfarre im Jahr 1978 durch eine Neuanfertigung von André Blank ersetzt.
- Das alte Taufbecken stand vor der Kirchenerweiterung von 1847 in der ehemaligen Taufkapelle im Parterregeschoss des alten Turms und war einst mit einem Eisengitter umgeben. Nach dem Umbau wurde 1848 ein neues Becken aus Marmor erworben und zunächst links neben dem Marienaltar aufgestellt. Vor einigen Jahren wurde es restauriert und seitdem gut sichtbar rechts neben dem Marienaltar an der linken Chorraumecke platziert.
- Zahlreiche Heiligenfiguren, teilweise aus dem 18. Jahrhundert, zieren die Kirche an den Wänden und den Säulen. Die älteste und zugleich kostbarste Figur ist die Darstellung des hl. Antonius des Einsiedlers aus dem Jahr 1450. Sie ist ein Erbstück aus dem Kloster Brandenburg in Sief, das 1784 aufgehoben wurde. Jährlich findet deshalb am 17. Januar ein Festhochamt statt, in dem sogenannte „Antoniusbrötchen“ an die Gläubigen verteilt werden.[6]
Ebenfalls aus dem Kloster Brandenburg stammt die Figur der hl. Odilia von Köln am rechten Seitenaltar. Sie wurde der Nikolauskirche zusammen mit drei Reliquienpartikeln der Odilia, deren Herkunft dokumentarisch belegt werden kann, sowie mit drei Kreuzpartikeln und zwei Reliquien des hl. Antonius übergeben.[7] Seit 1936 feiert die Pfarre St. Nikolaus zu Ehren der hl. Odilia die Odilien-Oktav.[8]
Zuletzt wurde 1991 eine kleine Muttergottesstatue aus dem Grödnertal in Südtirol angeschafft, die alljährlich Mittelpunkt des nunmehr am rechten Chorraumeck temporär platzierten Maialtars steht.

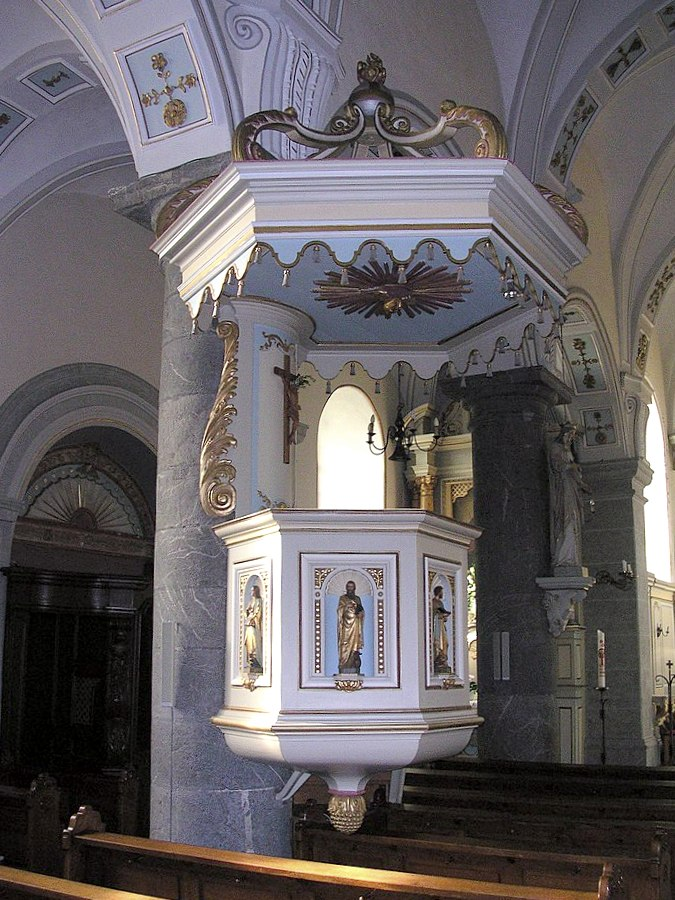
Kanzel
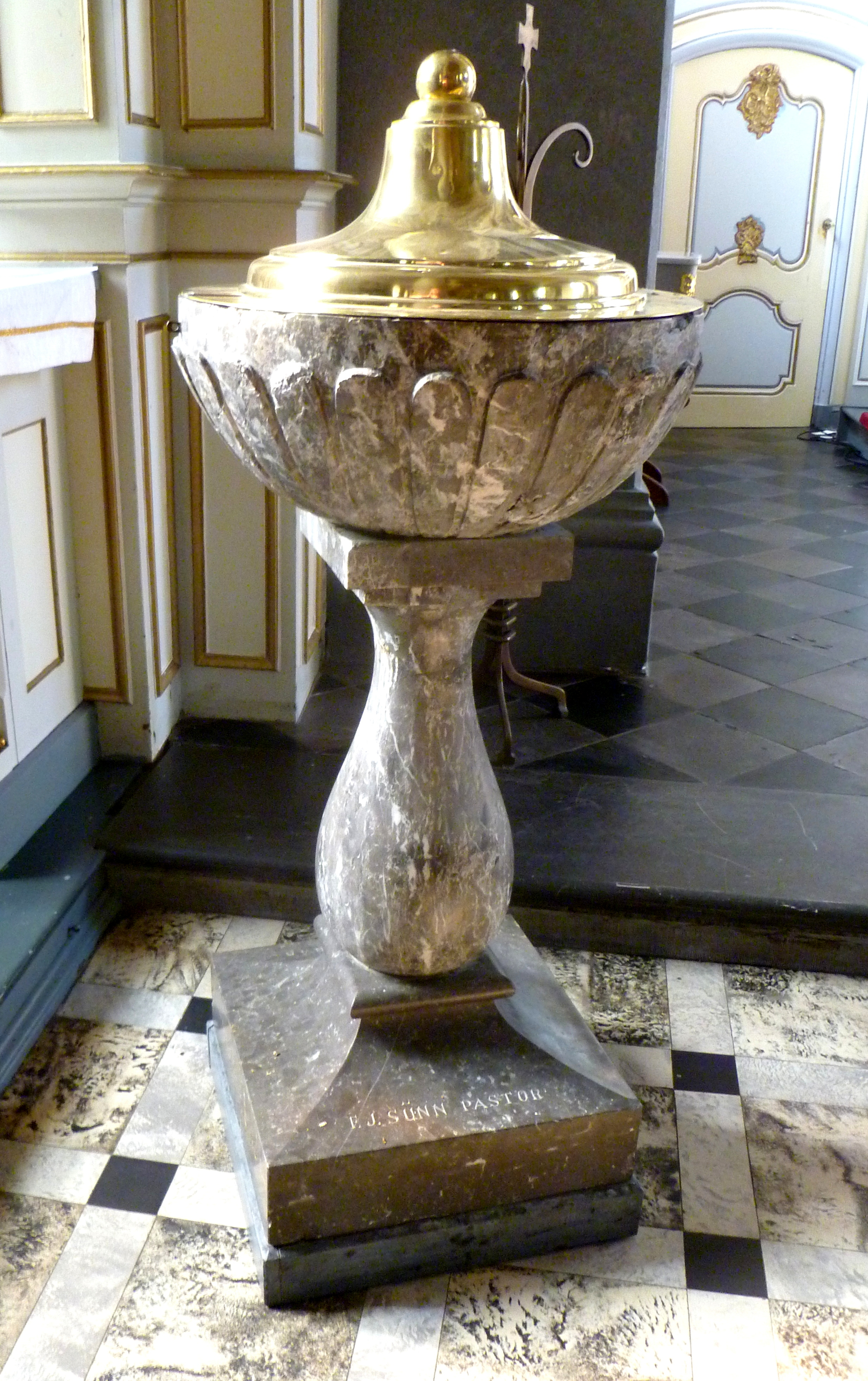
Taufbecken
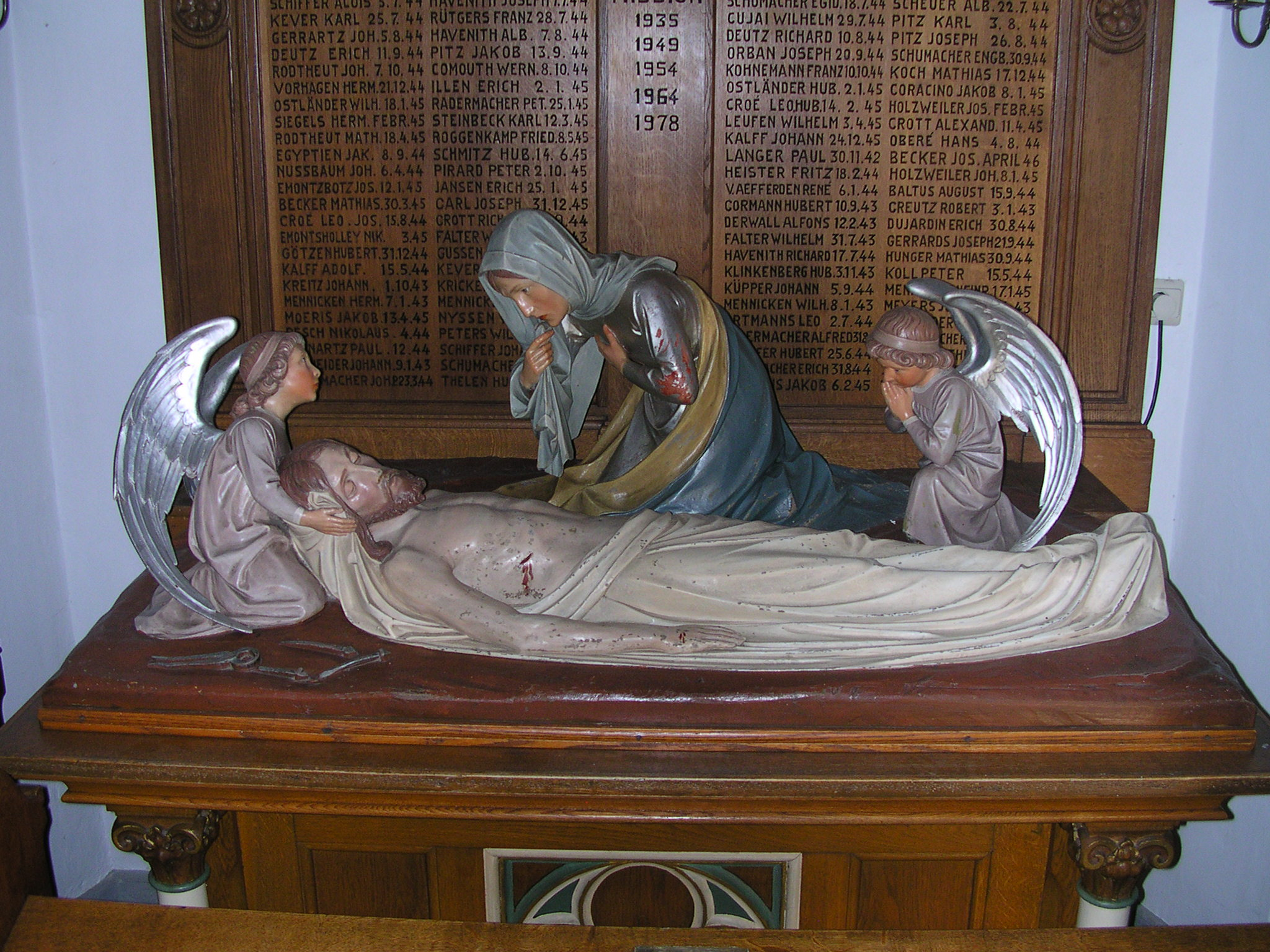
Beweinung Christi
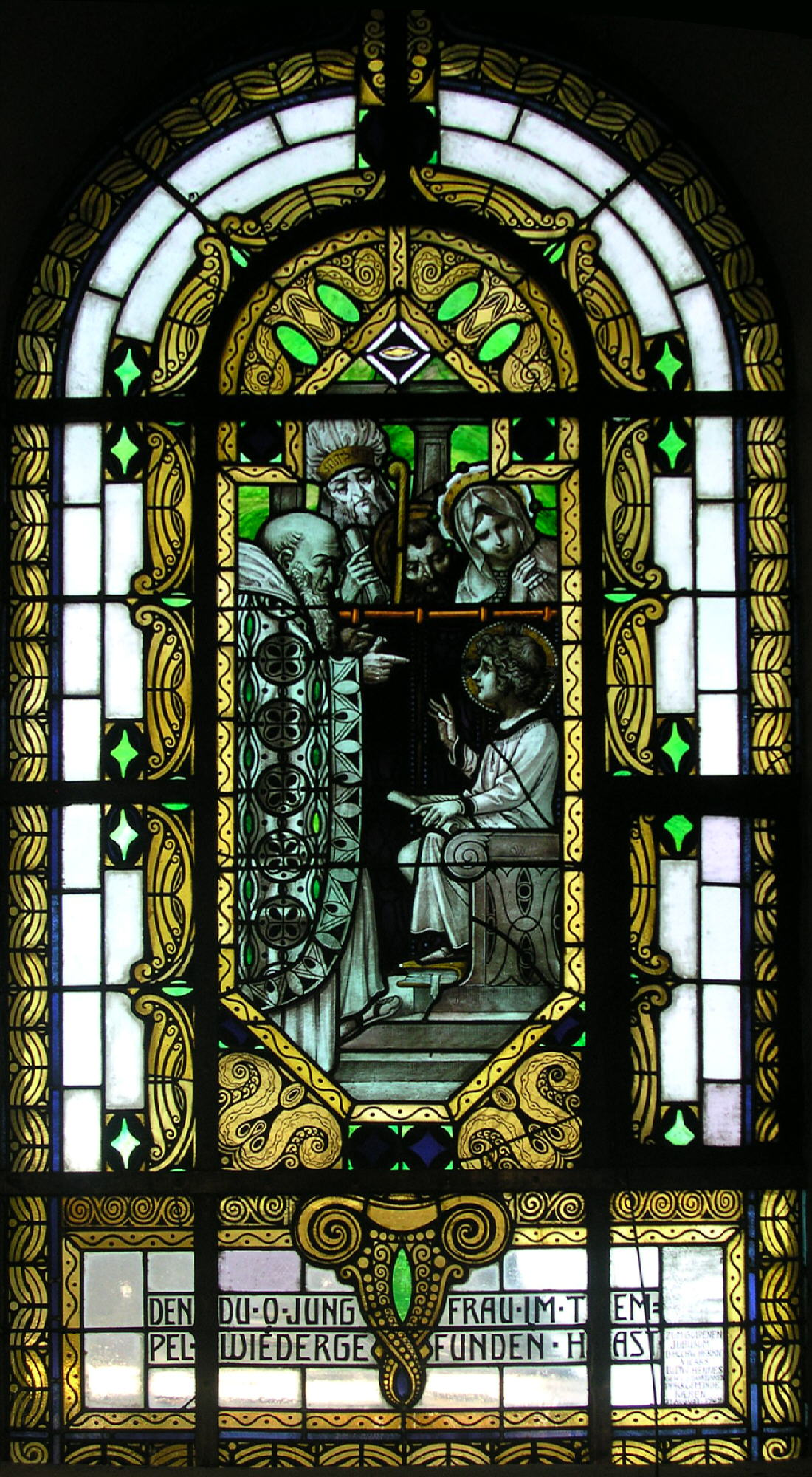
Zwölfjähriger Jesus im Tempel

### Glocken
Erstmals 1622 wurde eine Glocke urkundlich erwähnt, wobei nicht festgehalten ist, ob es die erste war. Im Jahr 1706 erhielt die Kirche zwei neue große Glocken, die zu Ehren des hl. Nikolaus und der Mutter Gottes geweiht wurden. Ein Jahr später folgten noch zwei kleinere zu Ehren des heiligen Josef von Nazareth und der heiligen Lucia von Syrakus.
Bereits 1753 wurden die Nikolaus- und Marienglocke gegen Neuanfertigungen von Martin Legros (1714–1789) ausgetauscht, die während des Zweiten Weltkrieges am 12. August 1942 zum Einschmelzen beschlagnahmt wurden. Hierzu kam es letztlich aber nicht; sie wurden am 29. Januar 1947 in Hamburg wiedergefunden und am 18. März 1947 zurückgegeben.
Die kleine Luciaglocke war 1849 durch eine neue ersetzt worden, die im Verlauf des Ersten Weltkrieges am 12. Januar 1918 beschlagnahmt und eingeschmolzen wurde. Bereits am 9. November 1919 erfolgte die Anschaffung einer neuen, die die Inschrift trägt: „Heiliger Sebastianus und hl. Luzia, bittet für uns. Ich gebe euch das letzte Zeichen, verdoppelt eure Schritte.“ Noch heute läutet sie zu Werktagsmessen. Ebenso war 1889 die alte Josefsglocke gegen eine deutlich schwerere ausgetauscht worden, die ihrerseits im Ersten Weltkrieg zum Abtransport im Turm gesprengt und anschließend für Kriegszwecke eingeschmolzen wurde.
Nachdem Mitte der 1960er-Jahre Schäden an den beiden großen Glocken und dem dazu gehörenden Glockenstuhl entdeckt worden waren, wurden bis Ostern 1966 vier neue Glocken aus Spendengeldern angeschafft, als Aufhängung ein moderner Stahlglockenstuhl eingebaut und das Geläut mit einer elektrischen Bedienung ausgestattet. Das Ensemble besteht nunmehr aus der Petrus-, Nikolaus-, Marien- und Anna-Glocke und ist auf das Salve-Regina-Motiv (D, Fis, A, H) gestimmt.

## Orgel

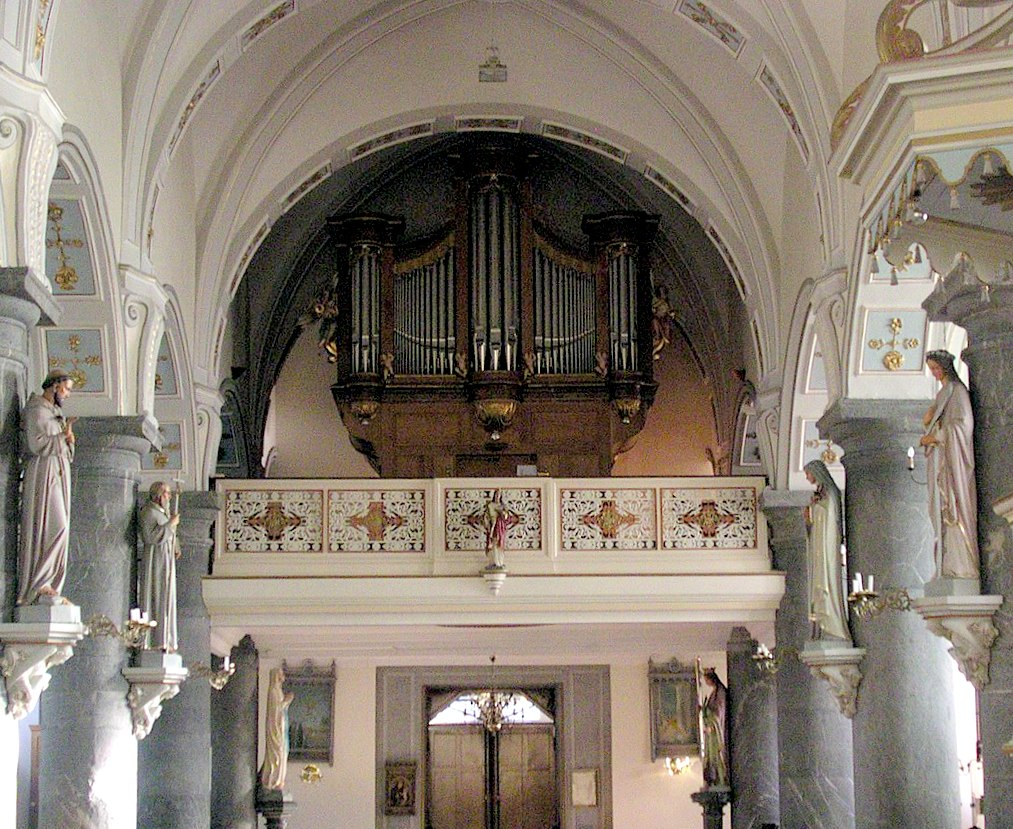
Orgel

Die erste nachgewiesene Orgel der Nikolauskirche war eine Anfertigung von Johannes Gilmann aus Kornelimünster und wurde Fronleichnam 1744 eingeweiht. Bereits 1827 musste sie mit persönlichen Ersparnissen von Pfarrer Vincken ausgebessert und 1850 von Orgelbauer P. Hahn umgebaut werden. Als nächste Maßnahme wurde 1879 die Orgelbühne gesenkt und über die Seitenschiffe erweitert.
Im Jahr 1905 fertigte Johannes Klais Orgelbau aus Bonn eine neue Orgel mit pneumatischer Traktur und 22 Registern im spätromantischen Charakter unter der Opus-Nummer 325. Der Prospektansicht der alten Orgel von 1744 wurde beibehalten und einige Register konnten weiterhin verwendet werden. Zwischen den Weltkriegen gab es erste Umbaumaßnahmen wie beispielsweise die Anlegung eines Schwellkastens im hinteren Halbgehäuse. Weitere Veränderungen fanden 1963 statt, bei der Orgelbau Schumacher unter anderem den romantischen Charakter der Orgel auffrischte, den Schwellkasten entfernte und die Verbindungsmechanik zwischen Spieltisch und den Jalousien abschnitt.
Diese Orgel zeigte sich jedoch spieltechnisch als anfällig, da sich die vorhandene Traktur als unpraktisch erwies und defekte Membranen häufige Tonausfälle bewirkten. Daraufhin wurde 1991 mit Spenden und Bürgschaften eine neue Orgel bei Weimbs Orgelbau in Hellenthal in Auftrag gegeben und in der Kirche aufgebaut. Ihr Prospekt besteht aus drei Rundtürmen mit aufgesetzten Profilkränzen. Die insgesamt 1536 Pfeifen sind aus einer 80-prozentigen Zinnlegierung hergestellt und durch stilgerechte, vergoldete Schleifbretter begrenzt. Das Untergehäuse ist als selbsttragende Konstruktion aus Natureiche angefertigt, in der die zweimanualige Spielanlage mit mechanischer Traktur untergebracht ist. Die Windversorgung geschieht durch einen elektrischen Winderzeuger über drei Schwimmerbälge, Windladen und Kondukte (Rohre, die einzelne Pfeifen mit Wind versorgen).
Die Disposition verfügt über drei Werke mit folgender Registerverteilung:
| I Hauptwerk C–g3 |       |
| Principal        | 8′    |
| Rohrflöte        | 8′    |
| Oktave           | 4′    |
| Flaute           | 4′    |
| Superoktave      | 2′    |
| Sedez            | 1′    |
| Cornett III      | 2 ⁄3′ |
| Mixtur IV        | 1 ⁄3′ |
| Trompete         | 8′    |

| II Schwellwerk C–g3 |        |
| Offenflöte          | 8′     |
| Bourdon             | 8′     |
| Salicional          | 8′     |
| Voix Celeste        | 8′     |
| Traversflöte        | 4′     |
| Nasard              | 2 ⁄3′  |
| Flöte               | 2′     |
| Terz                | 1 3⁄5′ |
| Mixtur IV           | 2′     |
| Hautbois            | 8′     |

| Pedal C–f1  |     |
| Subbass     | 16′ |
| Flaut major | 8′  |
| Posaune     | 16′ |
| Trompete    | 8′  |

## Pfarrer (nach der Pfarrerhebung)
- Um 1670: Johannes Meyer
- Bis 1692: Johannes Grass († 1692)
- 1693–1698: Peter Jakob Großmeyer (* 1665)
- 1698–1728: Aegidius Momber († 1728)
- 1728–1778: Tilman Ganser (1698–1779)
- 1778–1795: Johann Anton Vincken, der Ältere (* 1739)
- 1795–1805: Johannes Georg Reuter († 1805)
- 1805–1815: Peter Sebastian Hartmann (1760–1815)
- 1815–1828: Johann Anton Vincken, der Jüngere (1776–1847)
- 1828–1847: Michael Thoma (1803–1850)
- 1848–1886: Franz Josef Sünn (1806–1886), ab 1863 Dechant
- 1886–1900: Johann Heinrich Hohlmann (1834–1900), ab 1892 Dechant
- 1901–1908: Johann Carl Greven (1837–1908), zugleich Dechant
- 1908–1917: Joseph Kahlen (1868–1929)
- 1917–1923: Paul Schagen (1877–1944)
- 1923–1928: Toussaint Huynen (1876–1928)
- 1928–1940: Peter Mommer (1891–1968)
- 1940–1945: Joseph Engels (1888–1960)
- 1945–1965: Peter Mommer (1891–1968)
- 1965–1976: Viktor Gielen (1910–1998)
- 1976–2004: Robert Kohnenmergen (1939–2021)
- Seit 2004: Peter Dries (* 1964)